# Марилева 900 (Тренто)
Марилева 900 је насеље у Италији у округу Тренто, региону Трентино-Јужни Тирол.
Према процени из 2011. у насељу је живело 15 становника. Насеље се налази на надморској висини од 916 м.